# Northern Patrol
La Northern Patrol (Patrouille du Nord) est une organisation de la Royal Navy durant Première Guerre mondiale se déroulant autour de l'Écosse et de la mer du Nord.
La patrouille est créée pour faire partie du blocus "lointain" de l'Allemagne par le Royaume-Uni. Elle a pour mission d'empêcher les navires de guerre allemands de passer de la mer du Nord vers l'océan Atlantique et de vérifier que les navires marchands ne commercent pas avec l'Allemagne.
Les unités de la patrouille du Nord font partie de la 10e escadre de croiseurs (10th Cruiser Squadron) plus tard supplantée par des croiseurs auxiliaires qui ont une meilleure tenue à la mer.